# Live from Loreley
Live from Loreley è il dodicesimo album dal vivo del gruppo musicale britannico Marillion, pubblicato il 13 luglio 2009 dalla EMI.

## Descrizione
Contiene la registrazione del concerto tenuto dal gruppo nel 1987, quando vi era ancora Fish alla voce. Tale concerto è apparso anche nell'omonimo album video uscito in quell'anno in VHS, venendo distribuito in DVD nel 2003.

## Tracce

### CD
CD 1
1. Slainte Mhath
2. Assassing
3. Script For A Jester's Tear
4. White Russian
5. Incubus
6. Sugar Mice
7. Fugazi

CD 2
1. Hotel Hobbies
2. Warm Wet Circles
3. That Time Of The Night
4. Kayleigh
5. Lavender
6. Bitter Suite
7. Heart Of Lothian
8. The Last Straw
9. Incommunicado
10. Garden Party
11. Market Square Heroes

### DVD
1. Slainte Mhath
2. Assassing
3. Script for a Jester's Tear
4. Incubus
5. Sugar Mice
6. Hotel Hobbies
7. Warm Wet Circles
8. That Time of the Night
9. Pseudo Silk Kimono
10. Kayleigh
11. Lavender
12. Bitter Suite
13. Heart of Lothian
14. The Last Straw
15. Incommunicado

## Formazione
- Fish – voce
- Mark Kelly – tastiera
- Steve Rothery – chitarra
- Pete Trewavas – basso, voce
- Ian Mosley – batteria